# 24947 Hausdorff
24947 Hausdorff (1997 NU1) là một tiểu hành tinh vành đai chính được phát hiện ngày 7 tháng 7 năm 1997 bởi P. G. Comba ở Prescott.